# Kanteletar

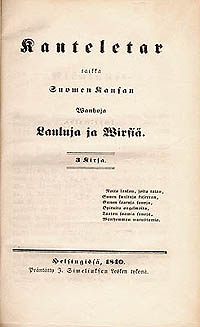
Kanteletar taikka Suomen Kansan Wanhoja Lauluja ja Wirsiä, 1840

Kanteletar – zbiór wierszy ludowych dokonany przez Eliasa Lönnrota (1840), który uważa się za siostrę Kalevali. Metrum wierszy jest oparte na metrum Kalevali. Kanteletar ukazała się w 1840 r. pod tytułem Kanteletar taikka Suomen Kansan Wanhoja Lauluja ja Wirsiä (Kanteletar czyli stare pieśni i wiersze fińskie).